# Egg Harbor City
Egg Harbor City è un comune degli Stati Uniti d'America, situato nello stato del New Jersey, nella contea di Atlantic.